# Repretel
Repretel é uma emissora de televisão da Costa Rica fundada em 1994. Está disponível nos canais 4, 6 e 11.

## Canal 4
Entre os anos de 1994 e 2000 foi operado no Canal 9. Este canal se dedica ao público infantil/jovem, com muitos desenhos e alguns programas de temas variados.

## Canal 6
Sem dúvida o mais conhecido de todos, o Canal 6 se dedica a variedades: séries, desenhos, filmes, novelas, programas, notícias entre outros.

## Canal 11
Um dos canais mais conhecidos da Repretel, o Canal 11 é voltado para filmes e principalmente novelas.

## Slogan
Repretel parte de tu vida.

## Site oficial
Repretel